# حبارى عربي

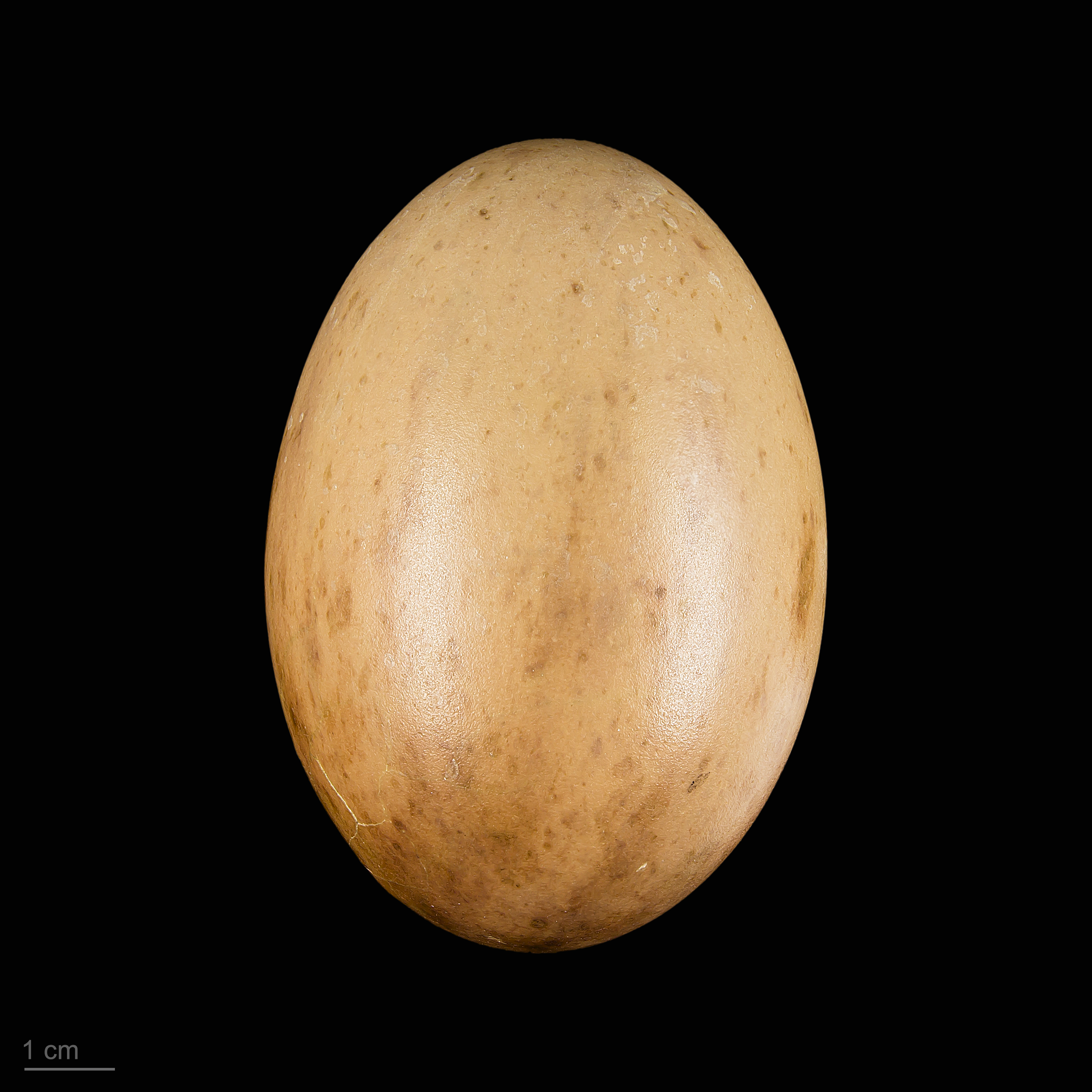
Ardeotis arabs

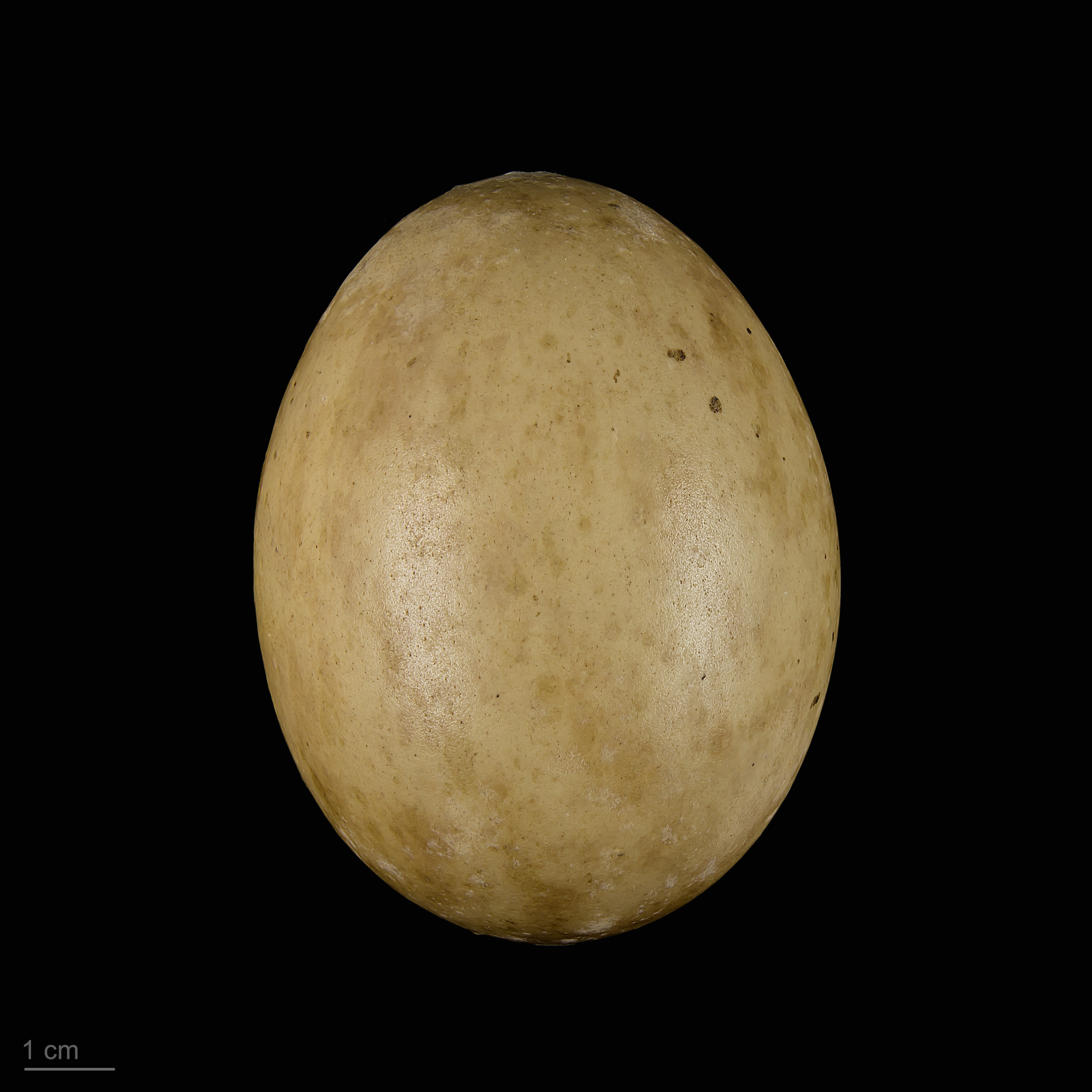
Ardeotis arabs lynesi

حبارى عربي (بالإنجليزية: Arabian Bustard)‏ هو نوع من الطيور في فصيلة الحبارى . وهو جزء من أكبر جسديا جنس ( Ardeotis ) ، و على الرغم من انه غير معروف لكن يبدو أن هناك أنواع نموذجية إلى حد ما في تلك المجموعة. كما هو الحال في جميع الحبارى ، و الحبارى العربي الذكور أكبر بكثير من الإناث. تم العثور على الذكور دون الإناث تزن 5،7 حتي 10،9 كجم ( 13-24 رطل)، بينما تزن الإناث 4،5-7،7 كجم ( 9،9 حتي 17 رطل). و الحبارى العربي الذكور سجل الحجم تزن 16.8 كجم (37 رطلا). هذه الطيور من الوقوف 70 سم ( 28 في ) طويل القامة في الإناث إلى 92 سم ( 36 في ) طويل القامة عند الذكور. وهي تشبه إلى حد ما في المظهر العام للحبارى الكوري ، الوانه تحتوي علي : البني ، الرمادي و في أسفل الرقبة لون أبيض، ورغم كونه نحيل أكثر أناقة . و تختلف أيضا أنهم في وجود نمط الأبيض السرية متقلب في نهاية الجناح مطوية ، خلافا ل أنماط مختلفة باللونين الأسود و الأبيض كما رأينا في الحبارى الأفريقية الأخرى الكبيرة. يعيش هذه الطيور بشكل رئيسي من المفصليات و اليرقات.

## موطنه
يتواجد في دوله الإمارات العربيه المتحدة ،الجزائر ، بوركينا فاسو، الكاميرون ، تشاد ، ساحل العاج ، جيبوتي ، إريتريا ، إثيوبيا ، غامبيا ، غانا ، غينيا بيساو ، العراق ، كينيا ، مالي ، موريتانيا ، المغرب ، النيجر ، نيجيريا ، المملكة العربية السعودية، السنغال ، الصومال والسودان ، واليمن.

## انتشاره
نظرا ل مجموعة واسعة ، اعتبر أنه ليس من ضعف بسبب IUCN، على الرغم من أنه يعتقد أنه لم يكن هناك انخفاض قوي في عدد السكان . في عام 2012 تم uplisted الأنواع المهددة إلى الأدنى . و السبب الرئيسي ل هذا الانخفاض ويبدو أن ضغط الصيد الثقيلة، مع تدهور الموائل و تدمير يلعب أيضا دورا رئيسيا.